# Cefradyna
Cefradyna, (łac. Cefradinum) – antybiotyk beta-laktamowy z grupy cefalosporyn I generacji, wykazuje działanie bakteriobójcze. Biologiczny okres półtrwania wynosi 0,8-1 godziny. Lek w 8-12% wiąże się z białkami osocza.

## Wskazania
- zakażenia układu oddechowego
- zapalenie ucha środkowego
- zakażenia skóry i tkanek miękkich
- zakażenia dróg moczowych
- rzeżączka
- zakażenia pooperacyjne

## Przeciwwskazania
- nadwrażliwość na antybiotyki cefalosporynowe lub penicyliny
- choroby przewodu pokarmowego
- ostre porfirie
- niewydolność nerek

## Działania niepożądane
- ból brzucha
- nudności
- wymioty
- biegunka
- ból głowy
- zmiany w obrazie krwi
- skórne reakcje alergiczne
- zakrzepowe zapalenie żył (po podaniu dożylnym)

## Preparaty
- Tafril – kapsułki 0,5 g
- Tafril A – proszek do sporządzania roztworu do wstrzykiwań

## Dawkowanie
Dawkę i częstotliwość stosowania ustala lekarz. Zwykle dorośli 1–2 g/d doustnie w 2–4 dawkach podzielonych i 2–4g/d dożylnie lub domięśniowo w 2–4 dawkach podzielonych.